# 波梅罗迪
波梅罗迪是巴西圣卡塔琳娜州的一个市镇。总面积215.904平方公里，总人口25261人，人口密度117人/平方公里。